# ロニー・ロット
ロニー・ロット (Ronald Mandel Lott,1959年5月8日 - ）は、ニューメキシコ州アルバカーキ出身のアメリカンフットボールの元選手である。NFLでコーナーバック（CB）・セイフティ（FS・SS）として、1980年代から1990年代にかけて14年間プレーした。
ロットは、南カリフォルニア大学でカレッジフットボールをプレーし、1980年に満場一致でオールアメリカに選ばれた。1981年のNFLドラフトでサンフランシスコ・49ersに1巡目指名され、入団した。49ersは当時弱小チームとして知られていたが、HC・ビル・ウォルシュの下、ウェストコーストオフェンスを構築して、チーム成績が上昇しつつあった。ロットが入団したこの年に、3年目のジョー・モンタナが開幕から先発QBに定着し、リーグを席巻した。ロットは1年目からコーナーバックとして活躍し、ディフェンスの中心人物として第16回スーパーボウル制覇に貢献した。第19回スーパーボウル制覇に貢献した翌年の1985年、セイフティに転向した。セイフティに転向後も第23回スーパーボウルと第29回スーパーボウルの制覇に貢献し、49ersによる1980年代のスーパーボウル制覇のすべてに貢献した。
1991年の49es退団後、レイダース、ジェッツと渡り歩き、1995年に引退した。引退までにスーパーボウルリングを4個獲得した。フォーティナイナーズの選手として1980年代に4回優勝しているのは、他にジョー・モンタナ、キーナ・ターナー、エリック・ライト、マイク・ウィルソンの4人のみで、ジェシー・サポールが第19回スーパーボウルから第29回スーパーボウルまでの4回優勝メンバーとなっている。2000年、NFL殿堂入り。NFL史上最高のセイフティの1人として広く認識されており、2020年、NFL100周年記念チームに選出された。